# Sol fictici
El sol fictici és el punt imaginari de l'esfera celeste que es mou en sentit directe sobre l'eclíptica amb una velocitat constant, igual a la velocitat mitjana del sol veritable.
Com que el moviment de translació de la Terra al voltant del Sol no és uniforme sinó que segueix la Llei de les àrees de Kepler, el dia solar no té la mateixa duració i, per tant, no es pot emprar com a patró metrològic de temps. Per a resoldre-ho es considera un sol fictici que sí que gira uniformement.
Aquest punt coincideix amb el sol veritable cap al 3 de gener i el 4 de juliol.